# 成田空港管制塔占拠事件
成田空港管制塔占拠事件（なりたくうこうかんせいとうせんきょじけん）は、1978年（昭和53年）3月26日に発生した、三里塚芝山連合空港反対同盟（反対同盟）を支援する新左翼党派が集団的実力闘争を行い、開港間近の新東京国際空港（現：成田国際空港）に乱入して、管制塔（旧管制塔）の機器の破壊を行った事件である。この事件により、新東京国際空港の開港が約2か月遅れ、同年5月20日となった。

## 事件の経緯

### 事件当日までの動き
1976年に福田赳夫内閣が成立。「内政の最重要課題として成田開港に取り組む」と表明し、1977年11月に開港予定日を1978年3月30日とした。
それに対して反対同盟と支援グループは「開港絶対阻止」を掲げて、政府への対決姿勢を示した。支援グループのうちの新左翼党派である第四インターは、「空港包囲・突入・占拠」による開港阻止の計画を固めるとともに「福田政府打倒」をスローガンに掲げ、「三里塚を闘う青年学生共闘」を結成。プロ青同 も「三里塚を闘う青年先鋒隊」、共産主義者同盟戦旗派（荒派）は「労共闘（全国労働者共闘会議）」を投入し、「1978年3月30日開港阻止」を企て、取り組みを強めていった。
1977年5月6日の「岩山大鉄塔抜き打ち撤去」の抗議として空港旧第5ゲート周辺で空港反対派と機動隊が大規模に衝突した5月8日のいわゆる「5.8闘争」や、翌年2月の芝山町横堀地区のB滑走路南端アプローチエリア予定地に航空妨害を目的に当時の金額で一億円をかけて建設した「横堀要塞」における篭城戦の前面に立っていく。
空港では内部への過激派侵入を防ぐため、周囲を囲む高さ3メートルのネットフェンスと、9カ所のゲートにより厳重に守られていたうえ、全国から動員した1万4千人の機動隊および新東京国際空港公団（空港公団）が配置した警備員による警備体制を敷かれた。
第四インターの三里塚現地闘争団の指導的幹部の一人だった和多田粂夫は、機動隊の主力を空港敷地外の「要塞戦」などに分散させ、空港各所でのゲリラおよび大衆的な空港包囲・突入闘争と連動して、地下排水溝から手薄になった空港敷地に潜入し、管理棟に附属する管制塔へと突入、これを占拠する作戦を立案する。
第四インターが立案したこの作戦に、共産主義者同盟戦旗派（荒派）と共産主義労働者党は、呼びかけにこたえ、三派共同の行動として空港突入が準備された。この三派はヘルメットが共に赤色だったため、「赤ヘル三派」とも呼ばれた。

第四インターナショナルの赤ヘル

3月25日夜、「赤ヘル三派」から選抜された前田道彦を行動隊長とする22人編成の行動隊が行動隊長熱田一宅を出発。警戒に当たるヘリコプター・監視塔からのサーチライトや機動隊の巡回・検問をかいくぐって、二期工事地区にあるマンホールから空港内へ通ずる排水溝への侵入を図った。しかし、全員が入りきる前に機動隊に発見され、7人が排水溝に入れなかった。排水溝侵入に成功した15人は空港内の地下で潜伏を続けた。
同日、横堀要塞においてはアドバルーンの浮揚や、鉄塔の構築などの挑発が行われた。

### 事件当日午前の動き
3月26日朝、行動隊長の前田は仲間らに「作戦決行」を告げる。同午前9時半、旧・芝山町立菱田小学校にて、「赤ヘル三派」や黄色いヘルメットの部落解放同盟の青年部隊約1,000人等を中心とする「開港阻止決戦・空港包囲大行動　総決起集会」が開催された（参加者4,000人）。
同日正午から反対同盟主催の集会が三里塚第一公園で予定されていたことから、他の新左翼党派などから「分裂集会」という批判も寄せられていたが、反対同盟幹部や部落解放同盟中央統制委員長の米田富などは、批判を無視してこの「空港突入総決起集会」に参加した。なお、このとき代表の戸村は「三里塚のたたかいは、いまや闘争ではなく戦闘である」と演説している。また、沖縄でCTS建設反対運動を行っていた「金武湾を守る会」も登壇して連帯の挨拶を行った。
またこれとは別に、前日から再び「横堀要塞」に立て篭もって、機動隊との攻防を開始する部隊もあった。

### 空港への攻勢
正午、菱田小学校跡地を出た「開港阻止決戦・空港包囲大行動　総決起集会」参加集団は3集団に別れる。「三里塚闘争に連帯する会」は横堀要塞近くの横堀街道を目指して北上し、「三月開港阻止労働者現地行動調整委員会」は第5ゲート方向（現・芝山千代田駅付近）に西進した。党派を中心とした部隊（第8ゲート部隊）は東側に10キロメートルほど迂回して横堀に配置されている機動隊を回避した後、西進して第8ゲート（現在の第2ターミナル駐車場付近）から空港への突入を目指すルートをとった。
「横堀要塞」周辺は千葉県警察機動隊など、反対同盟主催の決起集会会場となっている三里塚第一公園に近い空港西側は警視庁機動隊などが警備にあたり、管制塔周辺などの空港中枢部は、九州管区動員の福岡県警察などが警備にあたっていた。
午後1時前には横堀要塞近くで旧菱田小を北上したデモ隊が火炎瓶などで機動隊と衝突、同じ頃に、旧菱田小を西進した部隊によって空港東側の航空保安協会研修センターや空港第5ゲートなども攻撃された。
東峰十字路周辺では県道を封鎖するようにトラックを放置し、これに放火した。
直後に集会から出撃した部隊とは別働の陽動部隊（第9ゲート部隊）が、火炎瓶と廃油入りのドラム缶を積載したトラック2台に分乗し、パトカーを火炎瓶などで追い立てるかたちで空港の北から南下した。トラックはパトカーに乗っていた警官からの拳銃射撃を受けつつも、第9ゲート（現・第2ゲート付近）に逃げ込んだパトカーに続いて空港内へ突入した。トラックは空港内の道路を進み、さらに門扉を破壊して管制塔のある管理棟ビルと新東京国際空港警察署の敷地に突っ込み、陽動撹乱のため空港署前でUターンしようとした。このとき、路上を炎上させる目的で搭載していた廃油が入ったドラム缶がうち1台の荷台で倒れ、これに火炎瓶の炎が燃え移った。荷台から火炎瓶を投げていた新山幸男ら活動家が巻き込まれて、火だるまとなった。
第8ゲート部隊も同時刻に突入予定であったが、ヘリコプターの追尾をかわしながら10キロメートルを移動する中で遅れ、このタイミングには間に合わなかった。

### 空港管理棟への突入・管制塔占拠

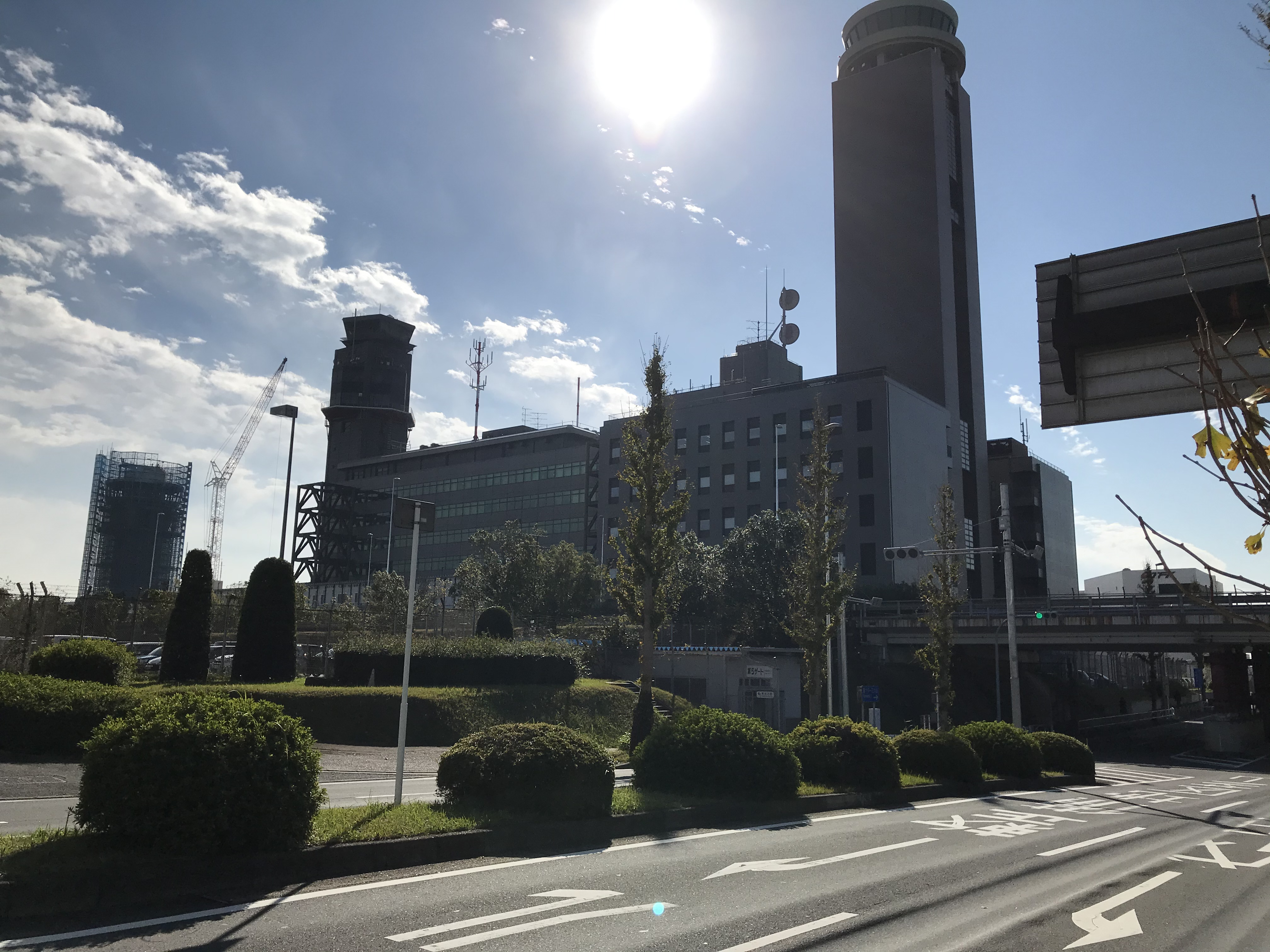
行動隊が出現した、現在の東成田駅出口付近。写真左奥では舞台となった旧管制塔に変わる「ランプセントラルタワー」の建設が進められている。（2019年）

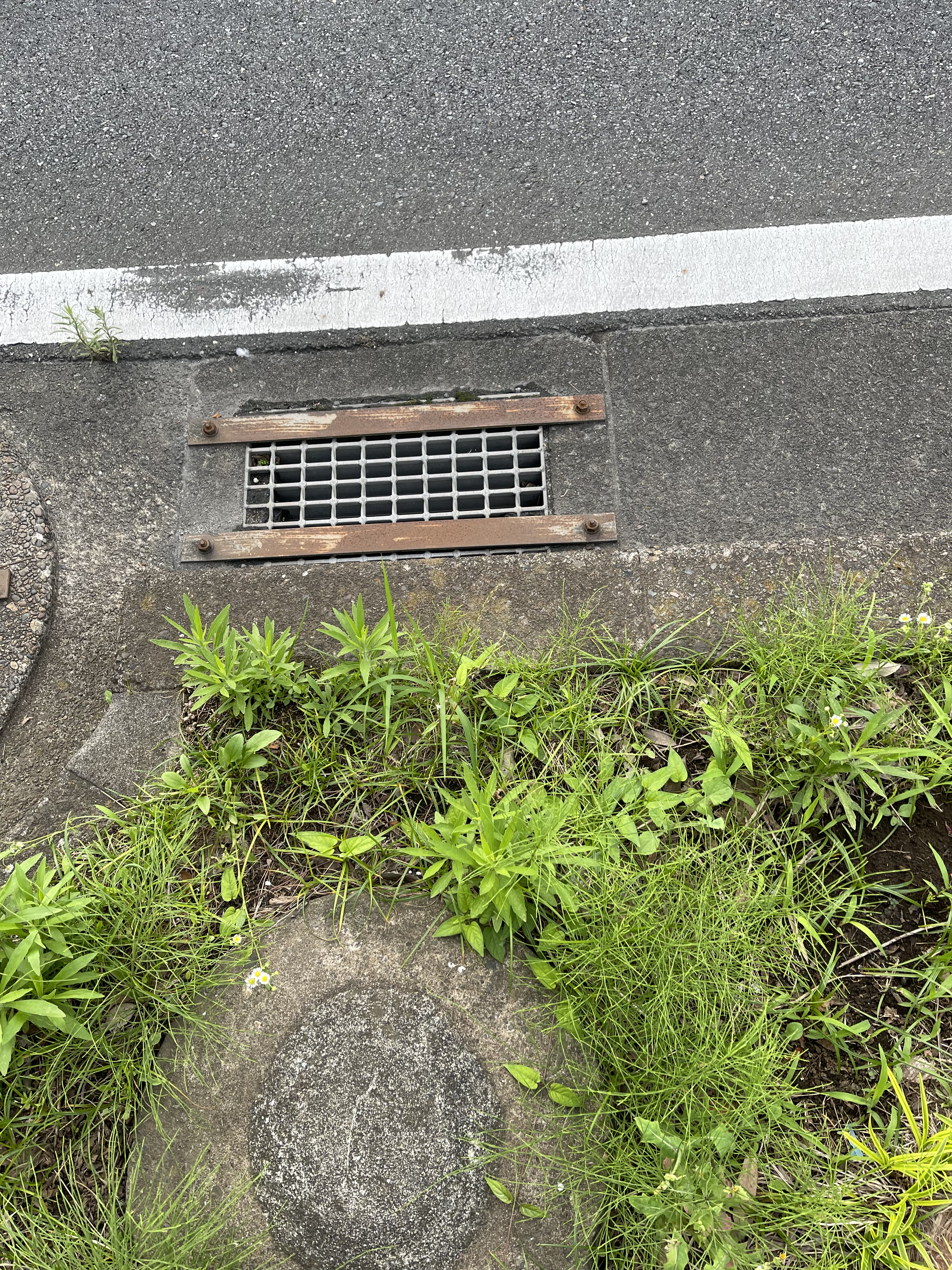
行動隊が侵入に使った排水口

午後1時5分頃、地下に潜伏していた行動隊が京成成田空港駅近くの排水口から空港内道路に這い出した。直後、付近にいた数人の制服警官が行動隊を発見する。警官は「（空港構内から）出ろ！出ろ！」と、行動隊に拳銃を向けて威嚇したものの、行動隊は対峙を続けて全員が這い出る時間を稼いだ。その間、警官の後方に9ゲートから突入したトラックへの対処に向かう機動隊の部隊が現れたが、行動隊が声を上げずにその存在を警官に気づかせなかったため、警官は応援を呼ぶことができなかった。機動隊の1人が行動隊を見咎めて戸惑うそぶりを見せたものの、部隊はそのまま走りさってしまった。
最後の1人がマンホールから出てきたところで前田が「走れ！」と叫び、行動隊は管制塔に向かって走りだした。ここで警官は行動隊の意図に気づき、「止まれ、止まらんと撃つぞ！」と叫びながら追いかけたが、発砲は1発もなかった。行動隊は威嚇をしながら警官らの追跡を逃れ、管理棟敷地内に駆け込むと金網の扉を閉めてそこに火炎瓶を投げつけ、追いかけてくる警官を阻んだ。
同じ頃、管理棟玄関前は、第9ゲート部隊のトラックの炎上と消火作業・逮捕活動によって混乱していた。行動隊はその隙をついて、焼け焦げて横たわる第9ゲート部隊の活動家を横目に見ながら、消火活動の為にシャッターが開けられた玄関から管理棟へ侵入した。そこへ襲撃の様子を取材するために新聞記者が上から降りてきたために(被逮捕者の平田誠剛によると、管理棟の警備本部につめていた警察官僚であったともいう)エレベーターの扉が開いた。行動隊5人が殿となり管制塔1階で警官・機動隊と対峙して時間を稼ぐ中、残る10人が2回に分けてエレベーターに乗り込み、途中でエレベーターを乗り継いで上層階へ向かった後、管制室につながる階段にまでたどり着いた。10人全員がエレベーターで上昇したのを見届けた殿の5人は、警察に制圧された。その際に警官に鉄パイプで殴られるなど凄惨なリンチを受けたという。この時、1人の警官が火炎瓶で火傷を負っている。
管制塔15階へ登る階段の途中には施錠された鉄製の扉があり、行動隊はそこで阻まれた。さらにその中で勤務していた航空管制官5人が椅子や机でバリケードを築いたため、行動隊は「開けろ」「卑怯者」と叫んだが扉をこじ開けることが出来なかった。階下から機動隊が登ってくると、行動隊は火炎瓶や手近にあった塗料が入ったバケツを下に向かって投げつけて防いだ。一方、管制室内では消火栓を開いても水がほとんど出てこなかったため階下の火災を消し止めることができず、室内には火災による煙が充満した。中に居た管制官は限界まで警察のヘリコプターへの管制を続けていたが、人質となって開港阻止の取引材料とされることを避けるため、非常用ハッチで屋上への脱出を始めた。
午後1時20分、行動隊は14階マイクロ通信室の機器を破壊し、ベランダを占拠して赤旗を垂らすなどしたのち、そこから上に伸びるパラボラアンテナの鉄骨を見つけて6人がよじ登り、16階のテラスにたどり着いた。同じ頃、第8ゲート部隊が横堀要塞北側の松翁交差点で要塞包囲の千葉県警察機動隊と衝突した。
午後1時22分、16階に到達した行動隊は管制室の窓ガラスをバールで破壊し、そこから屋上へ脱出した管制官と入れ替わるようにして室内に侵入した。なお、管制塔には行動隊が登ってくる前から機動隊がいて、隊員7人が行動隊とほぼ同時にテラスに出た瞬間もあったが、それぞれ塔の反対側にいたため捕捉することができなかった。結局、14階と16階の間で入れ違いになって機動隊員はそのまま降りてしまい、行動隊の侵入を防ぐことができなかった。

### 管制用機器の破壊、第8ゲート部隊の突入
管制塔の占拠に成功した行動隊は、数日前から運用を始めたばかりの無線機器をはじめ 管制室内のあらゆる管制用機器をバールで破壊した。このため航空交通管制や飛行計画を送る無線設備などが作動不能となり、開港予定日までには到底修復しえない状態となった。さらに、備え付けの電話から破壊行為をやめるよう懇願する空港関係者を揶揄ったり、管制室にあった書類を割れた窓から外にばら撒く、報道ヘリにVサインを見せつける、管制塔の窓に鎌と槌マークや党名・スローガンを描く、破壊した機材や机・冷蔵庫をバリケードとして階段通路に投げ込むなどした。
その間に管制官らはヘリコプターで管制塔屋上から脱出したが、行動隊は人質を捕ることを厳しく禁じられていたため、これを見逃した。なお、屋上に逃れた管制官らは、行動隊が登ってこられないよう、梯子を引き揚げたうえ屋上にあった鉄棒と身に着けていたベルトでハッチを固定していた。
第9ゲート突入と管理棟ビル敷地内でのトラック炎上、続く行動隊の管制室占拠により、管理棟内にあった警備本部が算を乱して避難してしまったうえ、反対派が妨害電波に乗せてピンク・レディーの曲(ペッパー警部)を流したために、警察無線が使えなくなり、警備側の指揮系統は極度の混乱に陥った。一方、空港内の様子は日航ホテルに入った支援者から逐一無線で反対派に伝えられていた。
午後1時40分頃、第8ゲート部隊も松翁交差点から機動隊宿舎の横を抜けてゲートまで到着した。機動隊との数度の衝突の後に、第8ゲート部隊は先頭に配置していたスクレイパーを装着した改造トラックでゲートを破壊・突破した。この部隊の本来の役割は管制塔占拠のための陽動であり、この時点で既に管制塔の占拠は成功していたが、指揮者からの「突入」の号令の下、第8ゲート部隊300人が空港の奥深くまで雪崩込んだ。空港内の各所で火炎瓶が投げられ、これに対して機動隊の隊列に並んで空港署の制服警官が拳銃を構えて応戦する事態となり、脚に弾を受けて負傷した活動家もいる。

### 行動隊の逮捕、終結
管理棟周辺での数十分の衝突ののち、警察からの発砲が始まり手持ちの火炎瓶も尽きてきたため、反対派の大部隊の多くは第8ゲートから空港敷地外へ撤収した。夕方になって、管制室の6人、14階の4人も逮捕された。高所にある管制室に対し、一般隊員のみでは進入が困難であったことから、警視庁第七機動隊が転進し、レンジャー隊員が管制塔の外壁を登って突入した。管制室の行動隊員たちは、窓を割り催涙ガスを打ち込んで管制室に突入してきた機動隊員を前に、全員で腕組みをし、革命歌『インターナショナル』を合唱しながら逮捕された。逮捕された行動隊は、午後3時45分に機動隊に囲まれて管理棟から連れ出され、待ち構えていた報道カメラに連行される姿を晒した。
最終的に逮捕者は、管制塔突入部隊、空港突入の大部隊、「横堀要塞」篭城部隊、空港周辺各所のゲリラ部隊など合わせて計168人に及んだ。
第9ゲート部隊のトラックに乗っていた活動家の1人である山形大学生の新山幸男は、荷台炎上に巻き込まれて自らの服に引火して、大やけどを負ったまま逮捕されたが、同年6月13日に死亡する。後に出版された『管制塔に赤旗が翻った日』収録の追悼文によると、新山は全身火傷の状態で両手錠をかけられ4時間放置され、初期治療を受けさせられなかったという。
また、正午から三里塚第一公園で開かれていた反対同盟主催の決起集会には12,000人が結集していた。午後2時過ぎには集会を打ち切り、集会参加者は機動隊などの規制を受けぬままデモ行進に出発する。反対同盟青年行動隊の一部が、この集会に参加していた中核派などの新左翼党派に空港に突入するよう要請したが聞き入れられず、全体のデモ隊は空港の南北にわかれて空港フェンス沿いの枯れ草を放火しながら移動した。管制塔占拠の報を受けて興奮した一部は集会を抜け出して現地に向かい、空港内で機動隊と衝突して引き上げてきた部隊を出迎えた。

## 余波
内閣総理大臣福田赳夫はこの事態を「残念至極」と語り、3月28日の新東京国際空港関係閣僚会議で3月30日開港の延期が正式決定された。運輸大臣福永健司が発表すると同時に、運輸省が新空港開港延期に関わるノータムを全世界の航空関係機関に発出した。事件により、日本国政府のメンツを完全に潰された格好になった。
加藤武徳国家公安委員長は「残念の一言に尽きます」、川上紀一千葉県知事は「政治生命をかけていたのに…」、高橋寿夫運輸省航空局長は「こんなショックなことは、長い役人史上ありません」と、それぞれ悲痛な思いを語った。
事件によって、空港建設で調達した負債による利息だけで1日4,000万円を負担していた空港公団だけでなく、航空関係の事業者や空港周辺に展開するホテル群も、多大な被害を被ることとなった。空港公団の用地交渉に応じ、移転に際して離農した元農民らも、空港ターミナルビルにテナントとして入居した店舗の営業や警備業等の空港関連事業に第二の働き口として転職した者が多く、成田空港開港の延期にその出鼻をくじかれた形となった。成田空港転業対策協議会事務局長は「やっぱり5月開港に持ち越されるんですか。1日過ごす度、ノド元をグッグッと締め付けられる思いなのに」と述べている。
日本国政府は「この暴挙が単なる農民の反対運動とは異なる異質の法と秩序の破壊、民主主義体制への挑戦であり、徹底的検挙、取締りのため断固たる措置をとる」と声明を出し、「新東京国際空港の開港と安全確保対策要綱」を制定した。国会においても衆参両院が「過激派集団の空港諸施設に対する破壊行動は、明らかに法治国家への挑戦であり、平和と民主主義の名において許し得ざる暴挙である。よって、政府は毅然たる態度をもって事態の収拾に当たり、再びかかる不祥事をひき起こさざるよう暴力排除に断固たる処置をとるとともに、地元住民の理解と協力を得るよう一段の努力を傾注すべきである」とする決議をそれぞれ全会一致・全党一致で採択し、「新東京国際空港の安全確保に関する緊急処置法」（現・成田国際空港の安全確保に関する緊急措置法）が議員立法により成立した。
日本社会党多賀谷真稔書記長は「成田空港の管制塔に過激派が不法侵入したことは遺憾である。しかしその責任は、住民の納得が得られないにもかかわらず、開港を強行しようとする政府側にある」と述べた。
闘争初期に反対同盟と対立して絶縁関係となっている日本共産党は、「ニセ『左翼』集散の暴力的妄動を、わが党は強く糾弾する。これはニセ『左翼』暴力集団泳がせ政策をとり、彼らに甘い態度をとってきた当局者の対応と決して無関係ではない」との書記局次長談話を発表し、「団結小屋の全面撤去と"トロツキスト暴力集団"の徹底取締り」を要求した。共産党の機関紙『しんぶん赤旗』では、推理小説家小林久三が「ほとんど、なすがままに暴力集団の侵入を許した警察の動きはなんだったのか」と思わせぶりなコメントを寄せた。
三里塚闘争から追放されていた革マル派は「福田を追い落とすために仕組まれた自民党内部の抗争を反映した警察の不作為の作為による陰謀事件」と機関紙『解放』で論評した。
当時革マル派との「内ゲバ戦争」を優先して、「集団戦」ではなく主に空港施設へのゲリラを戦術にしていた中核派は、この管制塔占拠を当初は称賛するが、1980年代に入り三里塚闘争の方針をめぐって第四インターとの対立を深めると「"管制塔占拠"は機動隊に追われ逃げ込んだ先にたまたま管理棟があっただけの偶然の産物」と一転して否定的な評価を下すようになる。
事件当日は開港直前の施設を取材するため、国内外から多数のマスメディアが訪れており、襲撃の様子は全世界に発信された。フランスの『フィガロ』紙は「空港反対の"戦争"」と報じ、イギリスの『ガーディアン』紙は「世界で最も血塗られたエアポート。こんな飛行場の開港を見届けたいと思っているのは、福田内閣だけではないだろうか」と日本の事態を揶揄した。
トロツキストに否定的な立場のソ連国営放送も、反対派と機動隊の衝突フィルムを放映して「日本の全進歩勢力はナリタ空港建設に反対している」と配信した。また、当時レバノンのPLOキャンプを取材していたジャーナリストの広河隆一は、「管制塔占拠」の報を聞いたパレスチナのゲリラ戦士たちが、歓喜の声とともに空に祝砲を撃ったことを目撃している。もっともPLO日本事務所は1978年4月に「ナリタで起こっていることとパレスチナの問題はなんらの関連も共通点もない」とする声明を発表した。
5月20日の「出直し開港」の日にも、「滑走路人民占拠」をスローガンにした「赤ヘル三派」を中心に空港周辺の各所で空港反対派が機動隊と衝突したが侵入を阻止され、成田空港は開港した。反対同盟は「100日戦闘宣言」を発し、開港後もアドバルーンを上げたり、タイヤを燃やして黒煙を上げるなどして、しばし航空ダイヤを乱す妨害活動を行った。
その後も反対運動は継続し、成田空港は滑走路一本のみでの片肺運用が長らく続いたが、1990年代に入り反対同盟熱田派と政府側で話し合いの機運が生まれ、成田空港問題シンポジウム・円卓会議が開催された。
反対同盟熱田派事務局長としてシンポジウム等を主導した石毛博道は、「今までずっと力で押してきた国が、初めて大きな打撃を受け、力で押していくことを躊躇させる一つの大きな契機となる闘争だった。しかし、いろんな偶然が重なって管制塔を占拠できたことが、やがて裏目に出てくる。（中略）自信を持ちすぎた人たちは、武力のうえに政治力もという発想ができなかった。その結果、国の猛烈な巻き返しにさらされることになる」と総括している。

## 管制官
- 襲撃を受けて管制官らが薄着のまま脱出した屋上は、落下防止柵も設けられていない寒風吹き荒ぶ状態であった。管制官らは上空を飛び交うヘリコプターに対し、叫んだり「我われは管制官である」と書いた運航票をかざすなどして救助を求めたが、マスコミのヘリコプターは救助よりも取材を優先し、長時間にわたって放置された。体力の限界が近づきつつあった管制官らは（高所恐怖症の者もいた）、塔内に立て籠もる行動隊との交渉も考え始めたが、午後2時40分ごろにマスコミのヘリコプターの1機（ベル206）が通信筒を落として救助を申し出てきた。同機は避雷針を避けてホバリングで管制塔に横付けし、志願した管制官1人が決死の覚悟で飛び移った。この衝撃でバランスを崩した機体のローターが管制塔にぶつかりかけたが、パイロットの技量によって持ち直し、搭乗した管制官は警察本部への報告と救助要請に向かった。30分後、警視庁航空隊の大型ヘリコプターが管制塔上空に到着し、残りの管制官らもハーネスで吊り上げられて脱出した[24]。
- 事件当日に非番であった管制官は、管制塔が襲撃される様をテレビ中継で見た時の気持ちを「我が子が無残になぐられているかのよう」と表現している[24]。
- 行動隊の襲撃を受けた後も新東京国際空港に勤務した航空管制官の1人は、管制塔の屋上から落下する悪夢に何度もうなされたが、「事故を起こしたら反対運動が再燃する」と、事件での破壊行為に対して成すすべがなかった思いを胸に刻み、職務にあたった。定年退職後の2018年に行われた毎日新聞の取材に対して、「きちんと謝る努力をしてほしい」と管制塔を占拠した活動家たちへの胸中を語っている[41]。
- 別の管制官の母親は、事件2日後に心筋梗塞で倒れ、4年後に他界した。母の死を事件のショックによるものと考えたその航空管制官は、犯人らに対する憤りを感じていたが、30年の年月を経て「彼らに怒りを持ち続けても意味はない」と気持ちの整理を付け、「あの時、勤務してきた人間にとって責任の一端がある」「償いの気持ちがあったからこそ、私は一生懸命仕事をしてきた。モチベーションを保てたのは、あの事件のおかげかもしれない」と振り返っている[42]。

## 関係者のその後
- 事件後、管制塔を占拠した15人に加え、計画立案者の和多田粂夫[注釈 28]、共産同戦旗派の首謀者と認定された佐藤一郎が起訴された。全体計画の首謀者に認定された和多田[注釈 29]と行動隊リーダーの前田道彦[注釈 30]が航空の危険を生じさせる行為等の処罰に関する法律（航空危険行為等処罰法）に基づく航空危険罪などで10年以上の懲役刑を言い渡されたほか、全員が懲役の実刑判決を受けた。服役の後、刑期満了で全員が出所したが、受刑者の1人であった原勲が釈放直後の1982年（昭和57年）4月に拘禁反応からくるノイローゼの発作によって自殺した[注釈 31]。

- 計画立案者の和多田粂夫は「開港を延ばし、国に開港をあきらめさせようと思った。僕も福井県の農家の出身。農家を守りたいという思いもあった」と事件当時の心境を振り返り、反対派の集会にも参加し続けていたが、反対派であった農家子弟が成田空港で働いている現状なども踏まえ、2018年に「もう僕らが外から何か言うものではない」と朝日新聞の取材で語っている[26]。2024年5月28日、胃癌のため83歳で死去[44]。

- 行動隊長を務めた前田道彦は、刑務所出所後に出版社である桐原書店に勤務し、いいずな書店に移籍した後に代表取締役社長を務めている。なお被告団の連絡先は、桐原書店の関連会社である桐原ロジテックの住所[注釈 32]に置かれていた。管制塔取り壊し（後述）にあたって行われたTBSテレビのインタビューで、前田は「管制官が恐怖を味わっただろうことは間違いないので、それはまあ、大変申し訳なかったとは思っています」としつつ、「管制塔（襲撃）をやった結果、その、政府はもうごり押しできないなと」「話し合いを知識人入れてやりましょうとなって今日に至るわけですよね」「悪い思い出ではないです」と述べている[45]。行動隊で最年長の活動家であった中川憲一も、事件から40年後の2018年（平成30年）に「怖い思いをさせて申し訳なかった。当時の管制官に謝りたい」と朝日新聞の取材で語った[26]。両者は成田空港 空と大地の歴史館を訪問し、「闘争の歴史を客観的に残している。これはすごい」と評価している[46]。
- 歴史館でボランティアをする元空港公団職員は[46]、毎日新聞の取材に対して「彼らの違法行為は、もちろん完全に誤りだ。絶対に許しようもない」としたうえで、「『こんなにも農民が苦しんでいる。開港を止めるには管制塔（占拠）しかない』という思いがやむにやまれぬものだったのだろうと、個人として理解はできる」と述べた[19]。

### 損害賠償請求
- 管制塔占拠に参加した者たちは1990年までに全員が懲役を終えて社会復帰したが、当時の空港公団から事件で破壊された機器などに対する損害賠償請求を別途受けており、1995年（平成7年）7月の確定判決により4,384万円を課されていた[47]。元受刑者らはこれを無視し続け[注釈 33]、遅延損害金は5,916万円に膨らんだ。時効直前の2005年（平成17年）、給与差し押さえなどの形で賠償金計1億300万円についての強制執行が開始された。これを受けた元受刑者16人は再び結集し、支援者たちと7月から「1億円カンパ運動」を開始。テレビドラマ「電車男」から着想を得て、インターネットのウェブサイトを主な媒体にして、かつての活動家世代を中心に11月までに延べ2千人から1億300万円のカンパを集めた（ただしカンパの内訳は、半分強が16人とその関わった諸組織が集約したもの）[48]。これは日本で最初期に成功した大規模な「クラウドファンディング」であるとされる[46]。11月11日に前田道彦が国土交通省航空局に届け完済した[注釈 34]。

## その他

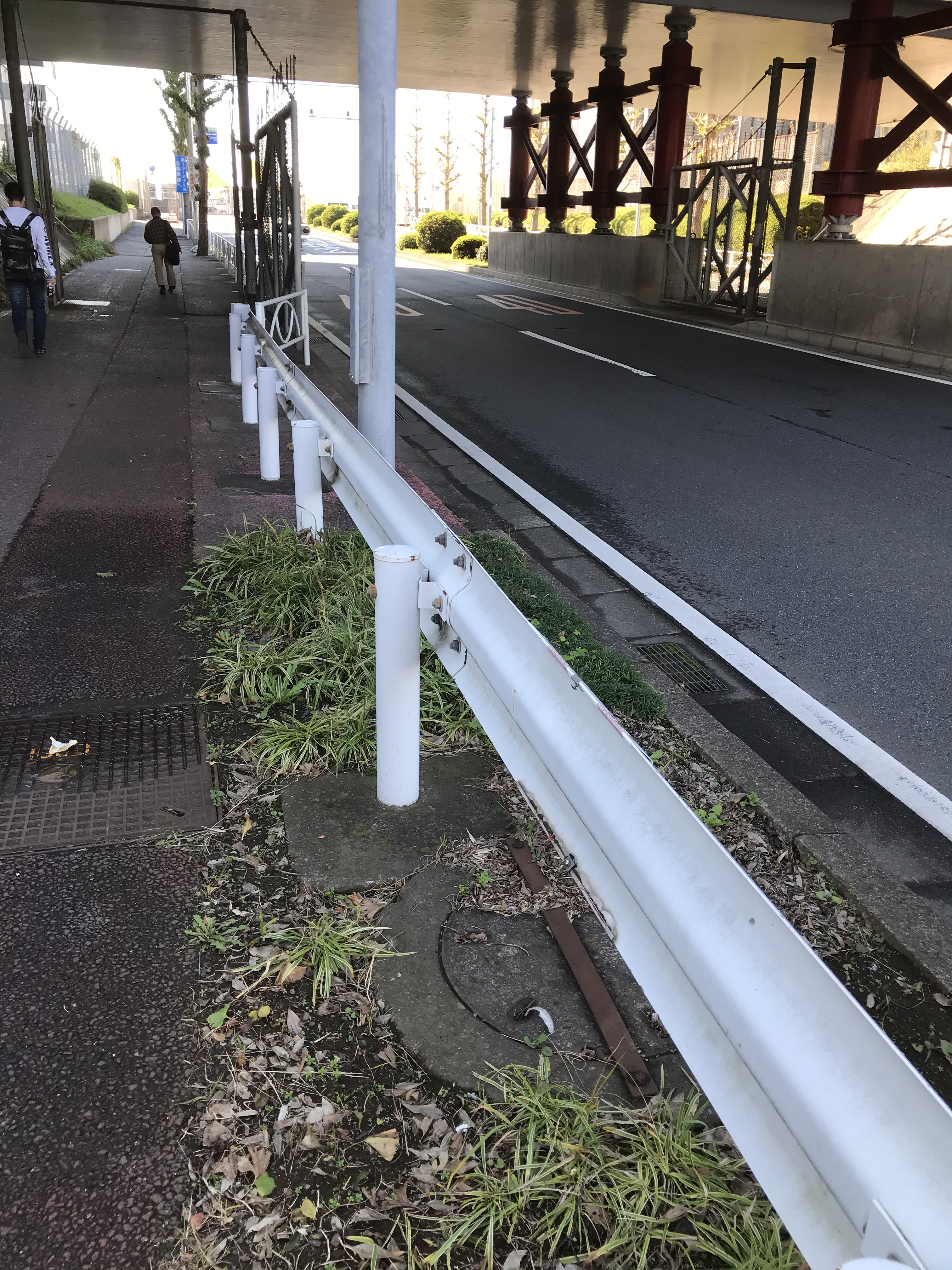
過激派対策で封印された、成田空港内のマンホール。奥には非常時に閉鎖できるゲートが設けられている。

- 1971年頃には、三里塚現地闘争に駆けつけた経験もある漫画家赤塚不二夫は、1978年当時週刊文春で連載していた『ギャグゲリラ』において、三里塚闘争をモチーフにして、空港反対運動に好意的な作品を管制塔占拠事件の前後短期間に6本掲載している。
- 事件のため、郵政省が空港開港日の3月30日に予定していた記念切手の発行を延期した。しかし成田郵便局では、初日カバーの特印押印作業を進めていたことから、3月30日の日付消印が問題になった。そのため、初日カバーの製作依頼者に代品の手配や実費の負担などによって所有権を移転したうえで、全部焼却処分にし、多額の損失を被った。結局切手は5月20日に発行されたが、成田郵便局は無事に新東京国際空港が開港したことを確認してから押印作業を始めた。
- 第4インター・共青同やプロレタリア青年同盟青年先鋒隊は、ヘルメットのマークや文字を個人特定されないため、シールタイプを採用した（戦旗派は不明）。
- 地下道のマンホールから過激派の侵入を許した本事件の教訓から、新東京国際空港周辺では、マンホールや排水溝の蓋に至るまで、内側から開けられない様に鉄板を溶接・ボルト締めする措置が講じられた。
- 襲撃を主導した第四インターは、事件の裁判費用が圧し掛かったことに加えて、三里塚労農合宿所等で発生したABCD問題（女性活動家レイプ事件[49]）の発覚により組織が弱体化し、活動が停滞していった[50]。
- 事件現場となった管制塔16階は、航空管制官業務が1993年（平成5年）に同じ敷地内に建設された新管制塔に移行してからは、空港公団職員（現・成田国際空港株式会社社員）が駐機場内の航空機の誘導を行うランプコントロール業務に用いられていた。その旧管制塔も、2020年（令和2年）9月10日より新設された「ランプセントラルタワー」に移管されたことで役目を終え、2021年（令和3年）3月に解体が始まった[26][51][52][53][54]。
- 1978年当時の日本の公安当局は、久米裕らの失踪が「北朝鮮による拉致」であるとの疑いを強めていたが、この事件を受けて政府が国内の過激派対策に注力したため、北朝鮮による日本人拉致問題への対処が後手に回ったとの主張がある[55][56]。
- 作曲家の高橋悠治は、「管制塔占拠」をニュースで視聴し、即興で『管制塔のうた』を作詞・作曲した。この曲は「関西三里塚闘争に連帯する会」が製作した「管制塔占拠闘争」の記録映画『大義の春』で使用され、映画中では中山千夏が歌っている[57]。